# 卡舒埃拉
卡舒埃拉（葡萄牙語：Cachoeira）是巴西巴伊亚州的一个市镇。总面积398.472平方公里，总人口31966人，人口密度80.2人/平方公里。